# بخش مرکزی شهرستان رامسر
بخش مرکزی شهرستان رامسر یکی از دو بخش شهرستان رامسر در استان مازندران در شمال ایران است.

## تقسیمات کشوری
- بخش مرکزی شهرستان رامسر
  - دهستان سخت‌سر
  - دهستان اشکور

شهرها: رامسر و کتالم و سادات‌شهر

## جمعیت
بنابر سرشماری مرکز آمار ایران، جمعیت بخش مرکزی شهرستان رامسر در سال ۱۳۹۵ برابر با ٧۴،١٧٩ نفر بوده‌است.